# Sark
La isla de Sark es la formación más pequeña del grupo conocido como Islas del Canal, ubicada en el canal que separa a Francia del Reino Unido. Se encuentra bajo soberanía británica, aunque por historia y tradición conforma un ente separado del Reino Unido. 
Su arcaica estructura política nace con el otorgamiento de una carta patente por parte de la reina Isabel I de Inglaterra, la cual estructuró un sistema feudal que continuó vigente hasta 2008, por lo que se ha considerado a la isla como el último territorio en abolir el feudalismo.
Tiene una población  de 507 habitantes (en 2007) repartidos en 5,45 km², que aumenta hasta unos 1000 durante el verano. El uso de vehículos motorizados está prohibido en la isla, siendo estos sustituidos por bicicletas, coches de caballos y tractores. La principal fuente de ingresos de la población es el turismo. El idioma normando de la isla, llamado sarkés, se encuentra en desuso.
La isla de Sark ha sido designada como primer lugar insular para observar las estrellas dada la falta de contaminación lumínica que permite una visión clara de las estrellas por la noche.

## Historia
En la antigüedad, Sark fue ocupado casi con seguridad por los Unelli, la tribu gala de la península de Cotentin. Esta gente fue sometida por el Imperio Romano alrededor del 56 AC. Las islas del Canal de la Mancha pasaron a formar parte de la Lugdunensis secunda (Lyonnaise 2.ª), luego una dependencia del obispado de Coutances (hasta el siglo XVI), a su vez en el arzobispado de Rouen, teniendo más o menos los mismos límites que la Lyonnaise 2.ª. En 933, fue incluida en el Ducado de Normandía, basándose en los límites tradicionales de la Lugdunensis segunda y el arzobispado de Rouen. Tras la conquista normanda de Inglaterra en 1066, la isla se unió a la Corona de Inglaterra. En el siglo XIII, el pirata francés Eustace el Monje, habiendo servido al Rey Juan, utilizó Sark como base de operaciones.
Durante la Edad Media, la isla estuvo poblada por comunidades monásticas católicas. Sin embargo, en el siglo XVI, la isla estaba deshabitada y era utilizada por los piratas como refugio y base. En 1565, Helier de Carteret, Señor de St. Ouen en Jersey, recibió cartas patentes de la Reina Isabel I que le concedían Sark como feudo a perpetuidad con la condición de que mantuviera la isla libre de piratas y ocupada por al menos cuarenta hombres que fueran de sus súbditos ingleses o juraran lealtad a la Corona. Esto lo hizo debidamente, arrendando 40 parcelas de tierra (conocidas como "Tenements") a bajo alquiler a cuarenta familias, la mayoría de St. Ouen, a condición de que se construyera y mantuviera una casa en cada parcela y que "el Tenant" proporcionara un hombre, armado con un mosquete, para la defensa de la isla. Los 40 arrendamientos sobreviven hasta hoy, aunque con pequeños cambios de límites. Un intento posterior de las familias de dotar a la constitución de un gobierno, como en Jersey, fue frenado por las autoridades de Guernsey, que se resistieron a cualquier intento de arrebatarles Sark.

### Historia reciente

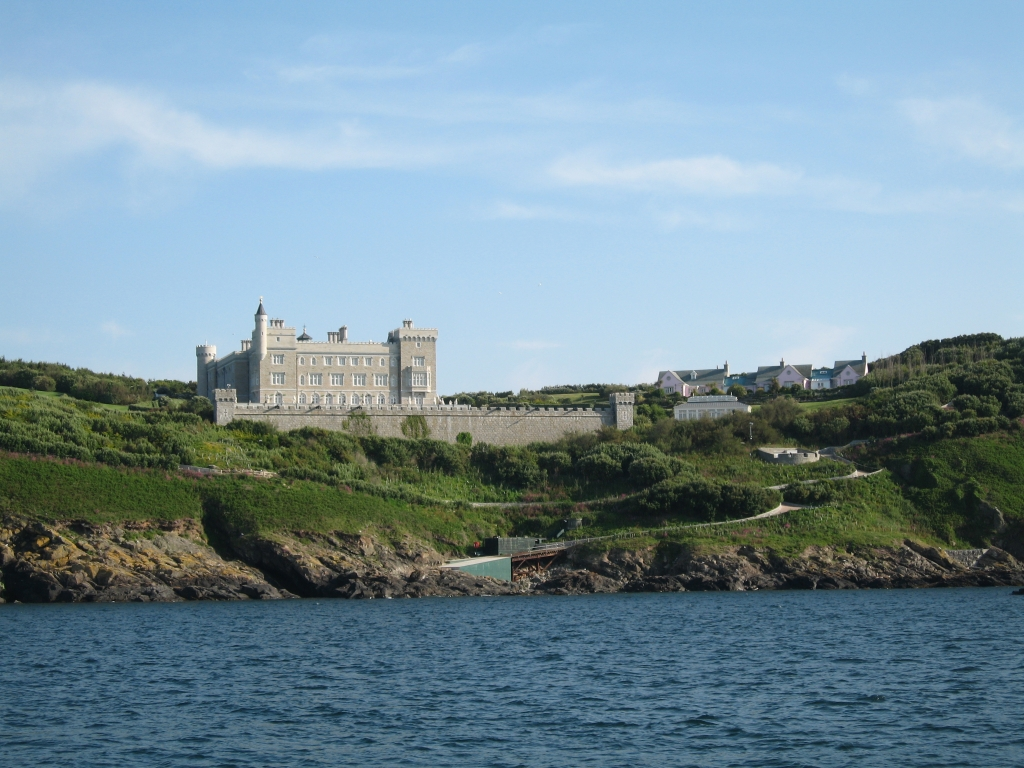
Castillo en la Isla de Brecqhou, que depende de Sark

En 1844, desesperado por fondos para continuar la operación de la mina de plata en la isla, el entonces Seigneur, Ernest le Pelley, obtuvo el permiso de la Corona para hipotecar el feudo de Sark al corsario local John Allaire. Después de que la compañía que dirigía la mina quebrara, le Pelley fue incapaz de mantener los pagos de la hipoteca y, en 1849, su hijo Pierre Carey le Pelley, el nuevo Seigneur, se vio obligado a vender el feudo a Marie Collings por un total de £1.383 (£6.000 menos la suma prestada y un interés acumulado de £616,13s).
Durante la Segunda Guerra Mundial, la isla, junto con las otras islas del Canal, fue ocupada por las fuerzas de la Alemania Nazi entre 1940 y 1945. El gobierno militar alemán en Sark comenzó el 4 de julio de 1940, el día después de que el comandante de Guernesey, el mayor Albrecht Lanz y su intérprete y jefe de Estado Mayor, el mayor Maas, visitaran la isla para informar a la Dama y al Señor (Sibyl y Robert Hathaway) del nuevo régimen. Los comandos británicos asaltaron la isla varias veces. La Operación Basalto, durante la noche del 3 al 4 de octubre de 1942, capturaron a un prisionero, y Hardtack 7 fue un desembarco británico fallido en diciembre de 1943. Sark fue finalmente liberado el 10 de mayo de 1945, un día completo después de Guernsey.
En agosto de 1990, un físico nuclear francés desempleado llamado André Gardes, armado con un arma semiautomática, intentó una invasión a Sark. La noche que Gardes llegó, colocó dos carteles declarando su intención de tomar la isla al día siguiente al mediodía. Al día siguiente comenzó una patrulla a pie en solitario frente a la mansión en traje de batalla, arma en mano. Mientras Gardes estaba sentado en un banco esperando la llegada del mediodía, el connétable voluntario de la isla se acercó al francés y le felicitó por la calidad de su arma. Gardes procedió entonces a cambiar el cargador del arma, en cuyo momento fue derribado, arrestado y condenado a siete días de prisión, que cumplió en Guernsey, Gardes intentó volver al año siguiente, pero fue interceptado en Guernsey.

## Geografía

Ubicación de Sark en las islas del Canal.

La isla está formada por la Gran Sark (al norte) y la Pequeña Sark (al sur) que están conectadas por un estrecho y elevado istmo con un ancho de unos 3 m y una altitud de 92 m. En 1900 fueron puestos pasamanos de protección, porque hasta entonces los niños debían cruzar arrodillados para evitar que el viento les tirara hacia el precipicio.
Actualmente hay una carretera de hormigón construida por prisioneros de guerra alemanes, bajo la dirección del cuerpo de ingenieros de Gran Bretaña, después de la Segunda Guerra Mundial. La pequeña isla de Brecqhou, situada al oeste, también forma parte de Sark. Es una isla privada y está cerrada a los visitantes.

## Gobierno y política
Sark fue por muchos considerado el último estado feudal de Europa, hasta su reforma política de 2006.

### Seigneur
El Seigneur de Sark (en el caso femenino es Dame de Sark) es la cabeza del gobierno feudal de la isla, siendo un título hereditario. Desde 1974 John Michael Beaumont se ha desempeñado como Seigneur. La mayoría de las leyes relacionadas con el rol del señor feudal han cambiado muy poco desde el dictado de las normas respectivas por Isabel I de Inglaterra en 1565, entre las cuales existen las curiosidades tales como que el seigneur es el único que puede poseer palomas y pichones, así como la explotación de ciertos derechos mineros en la isla. 
Desde la muerte de la última Dame de Sark en 1974, el rol del seigneur ha sido democratizado con el paso del tiempo, entregando parte de sus atribuciones a los miembros de la asamblea de la isla, el Chief Pleas.

### Tenants
En Sark el término tenant (en inglés, arrendatario o inquilino) es utilizado y ocasionalmente pronunciado como en francés, en el sentido de terrateniente o propietario feudal. En esto se diferencia del término anglosajón de lessee. Esta cualidad de propietarios es ejercida por los cuarenta inquilinos que representan a las cuarenta familias iniciales que colonizaron en el siglo XVI el territorio. 
La página web del gobierno de Sark da la siguiente explicación: "No existen en realidad propietarios libres, ya que toda la tierra es un feudo otorgado a perpetuidad al seigneur". La isla se encuentra dividida en cuarenta tenants –así como otros terrenos-, que solo pueden transmitirse por estrictas normas hereditarias o por compraventa. Cada uno de los propietarios de los cuarenta "tenants" originales tiene derecho a un asiento en la Chief Pleas o asamblea de la isla. Otros terrenos del feudo original del seigneur han sido subdivididos con posterioridad, en especial pequeñas parcelas o hijuelas. Estas han sido otorgadas bajo una reglamentación similar a la de los "tenants", aunque aquellos se encuentran exentos de la obligación de portar armas o servir en la milicia, e igualmente sin derecho a sentarse en la asamblea.

### Chief Pleas

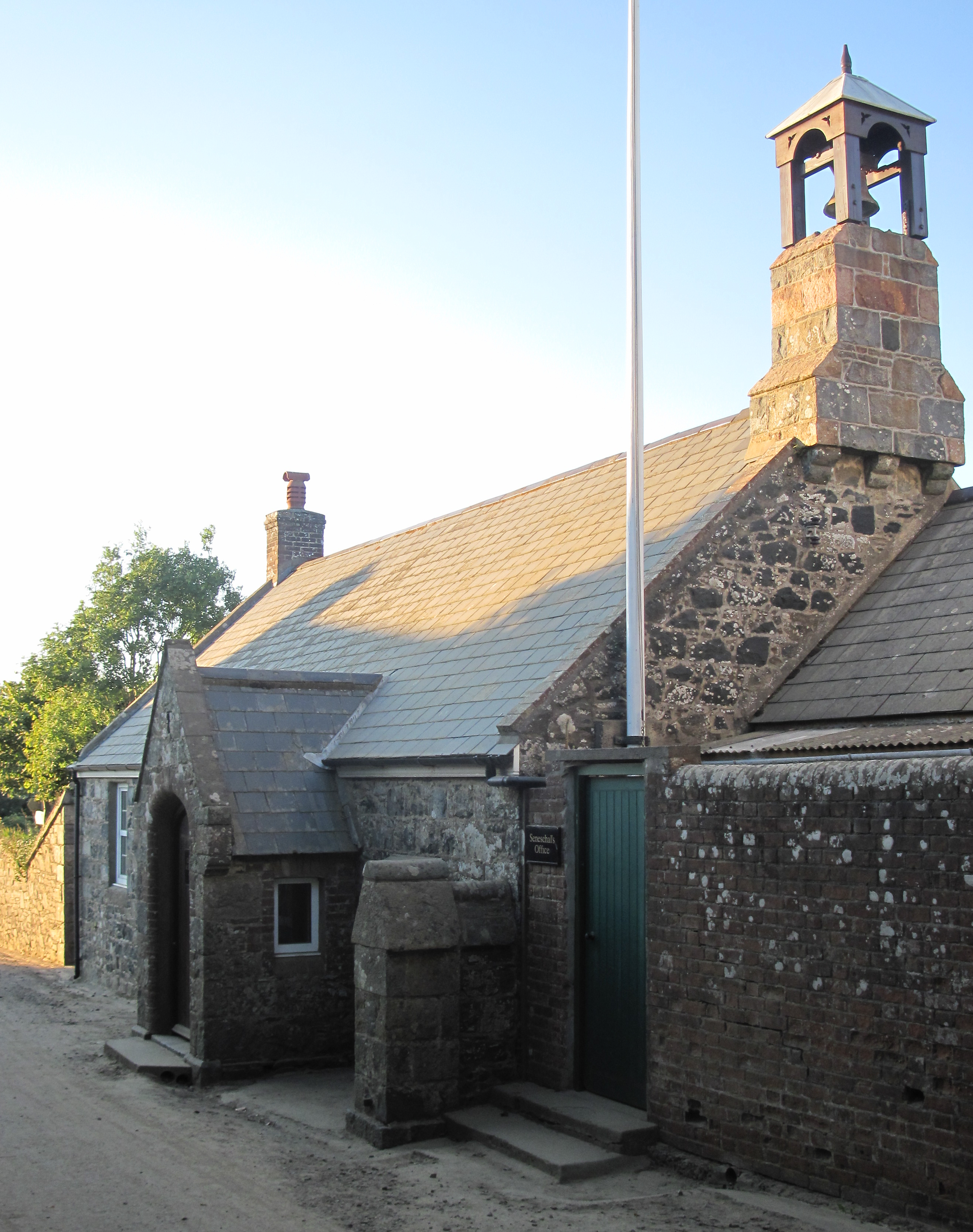
Parlamento de Sark

El Chief Pleas (del francés Chefs Plaids) es el parlamento de Sark. Esta asamblea estuvo originalmente compuesta solo por los 40 dueños originales entre los cuales se subdividió la isla, aunque con posterioridad, en 1922, se agregaron 12 asientos para que fueran elegidos directamente por la población por medio de sufragio adulto universal por un plazo de tres años. A estos integrantes se suma el Seigneur y el Senescal de la isla. En las reuniones participa también el preboste, el secretario y el tesorero, aunque no son miembros. El tesorero puede dirigirse a la asamblea en materias de impuestos y finanzas. 
Los miembros de la administración de la isla son:
- El senescal, magistrado y responsable de la justicia;
- El preboste, alguacil de la corte y de la asamblea;
- El greffier, oficial administrativo;
- El tesorero, encargado de las finanzas;
- El condestable, policía y administrador; y
- El vingtenier, subordinado del condestable.

Los cuatro primeros son elegidos directamente por el seigneur, mientras que los dos restantes son designados por la asamblea.

### Reforma

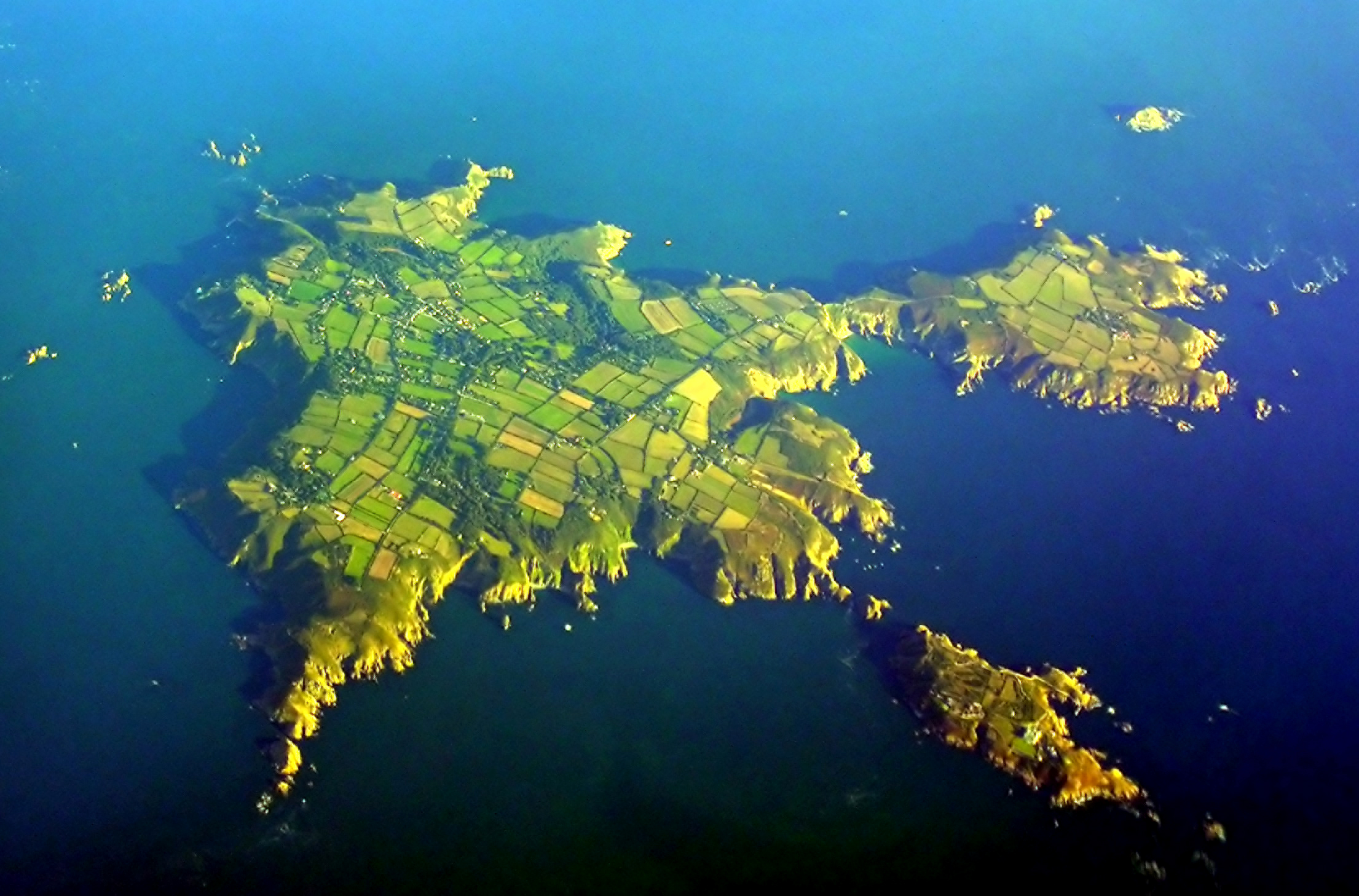
Vista aérea de Sark.

Entre los años 2006 y 2007 la Chief Pleas sufrió un proceso de reforma. El 8 de marzo de 2006, en un voto dividido de 25 a 15, la asamblea resolvió crear una nueva legislatura que estuviera compuesta por 14 tenants y 14 residentes elegidos por sufragio. Esta decisión fue controvertida puesto que varios miembros deseaban mantener el feudalismo completamente, mientras que dos encuestas de opinión entre la población demostraron que ésta deseaba un parlamento elegido totalmente por sufragio universal. Como resultado de lo anterior se estableció una asamblea de 14 miembros elegidos.
Con posterioridad, el 4 de octubre de aquel año, la Chief Pleas resolvió modificar su decisión y decidió cambiar la asamblea de 40 tenats y 14 diputados por 28 conseilliers (consejeros) elegidos por voto universal. La decisión fue puesta en suspenso en enero de 2007 debido a problemas para computar las consultas de opinión, y la reforma se transformó en un proyecto que transformaba a la Chief Pleas en la reunión de 16 tenats y 12 consejeros elegidos ambos por votación universal para el periodo de 2008-2012, así como que un referéndum vinculante decidiría entonces si la composición de la asamblea debería ser mantenida o remplazada por los 28 consejeros. 
Una de las principales razones para tal modificación se fundaba en la preocupación de que los posibles representantes pudieran ser acaudalados no residentes que poseyeran feudos, además de la obligación de cumplir con los estándares europeos de derechos humanos y políticos. Los cambios fueron afectados seriamente por la opinión de la Comisión Europea de los Derechos Humanos que el 6 de julio de 2007 informó acerca de la orientación que debería tener la reforma política en la isla, con el fin de adaptarla a las obligaciones de derechos humanos.

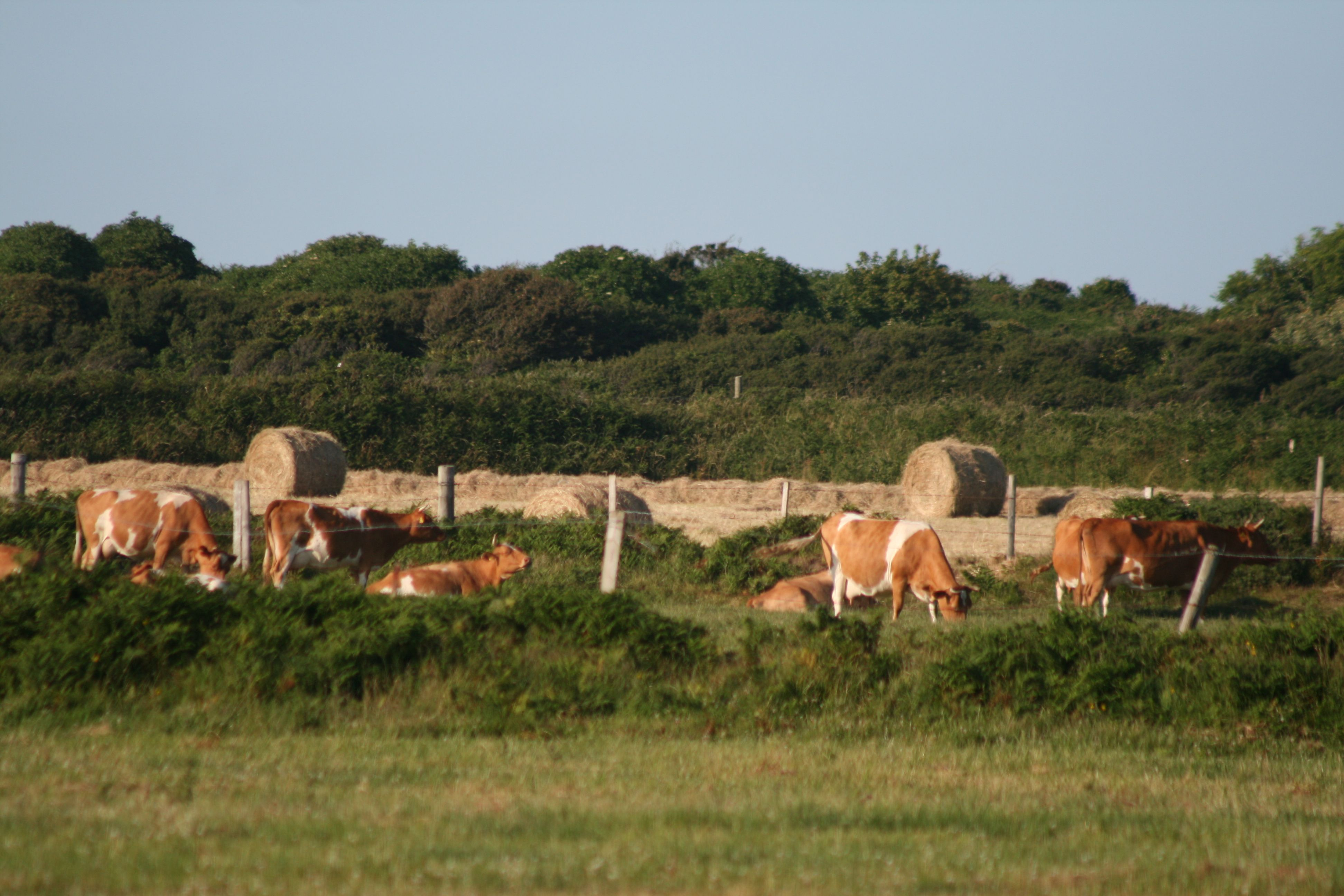
Ganado vacuno en Sark

## Economía
La economía de Sark depende principalmente del turismo y los servicios financieros. Sark cuenta con un registro mercantil privado desde 2017. La comisión de servicios financieros de Guernsey no registra empresas con sede en Sark.
Sark es fiscalmente autónoma de Guernsey y, por lo tanto, tiene control sobre cómo recauda impuestos. No hay impuestos sobre la renta, las ganancias de capital ni las herencias. Tampoco se aplica el IVA a los bienes y servicios, pero se cobran derechos de importación (Impôts) sobre algunos bienes que se introducen en la isla, que rondan el 70-75 % de los tipos de Guernsey. Sin embargo, la isla sí recauda un impuesto sobre el patrimonio personal, un impuesto sobre la propiedad, un impuesto de capitación («Landing Tax») a los visitantes que llegan a la isla y un impuesto sobre la transmisión de la propiedad (PTT) sobre las propiedades residenciales cuando se venden.

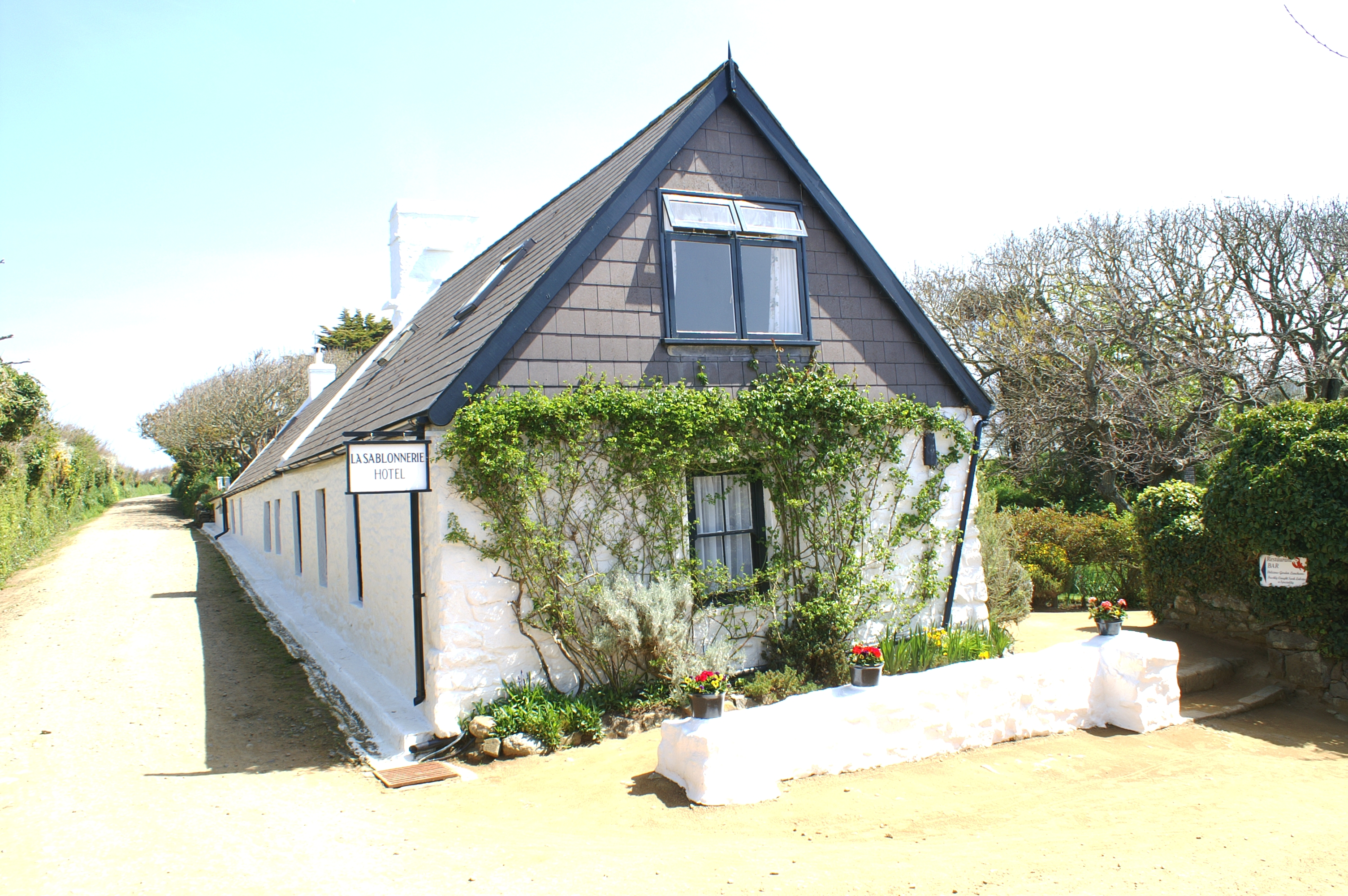
Hotel La Sablonnerie

La isla tiene su propio tasador fiscal (en 2016, seguía siendo Simon de Carteret), que recauda el impuesto sobre la propiedad, el PTT y el impuesto sobre el capital personal (impuesto directo). Actualmente, el impuesto sobre el capital personal oscila entre un mínimo de 450 libras esterlinas y un máximo de 9000 libras esterlinas o el 0,39 % anual (lo que sea menor).
En 2014, hubo cinco contribuyentes que pagaron la cantidad máxima de 6400 £ (PCT e impuesto sobre la propiedad combinados) y seis que no pagaron ningún impuesto. Los residentes mayores de 69 años no pagan el PCT. Si un residente decide no declarar el valor de sus activos personales, puede optar por pagar una tarifa plana según el método Forfait.
En 2006, el impuesto sobre transmisiones patrimoniales sustituyó al feudal Treizième. Este se calculaba dividiendo por 13 el precio de compra de cualquiera de las 30 viviendas o 40 propiedades en régimen de propiedad absoluta de Sark. Los ingresos obtenidos de esta forma se pagaban directamente al señor feudal. Cuando se abolió el Treizième, el Chief Pleas introdujo una pensión indexada de 28 000 libras esterlinas al año, pagadera al señor feudal.

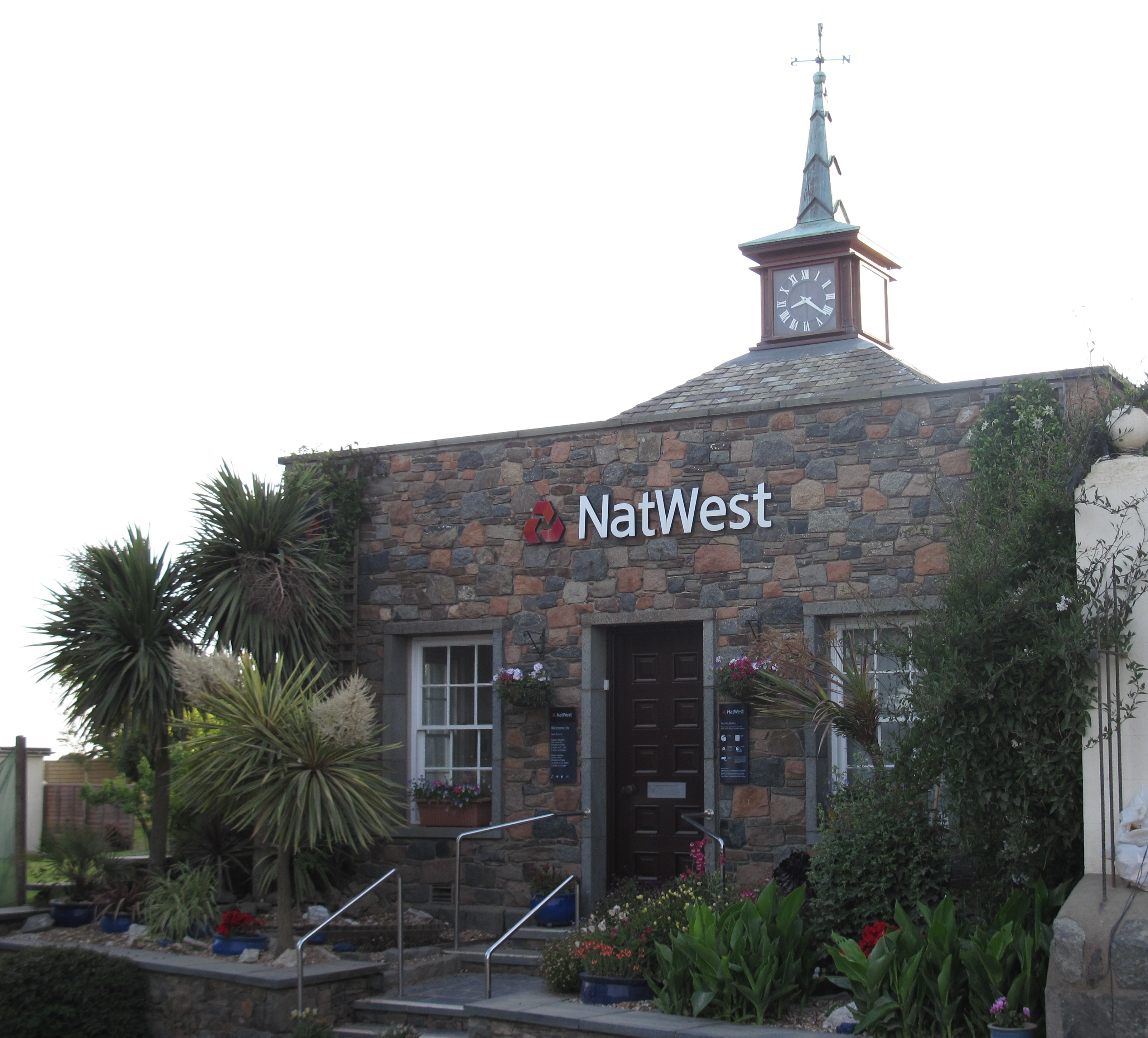
El Banco National Westminster

Se considera que una persona es residente a efectos fiscales si ha permanecido en la isla durante al menos 90 días en cualquier año fiscal.
Sark no tiene un registro público de empresas ni una ley de sociedades. En enero de 2017 se creó una organización privada denominada «Sark Company Registry». El proyecto fue inicialmente rechazado por la Comisión de Servicios Financieros de Guernsey, pero esa oposición no tuvo ningún resultado, ya que ninguna ley podía prohibir el registro privado de empresas. Ninguno de los gestores del registro privado ni ninguna de las empresas registradas por ellos fue sancionado.

## Religión
Al igual que las otras islas del Canal, Sark está adscrita a la diócesis anglicana de Winchester. Los católicos dependen de la diócesis católica de Portsmouth en Inglaterra.
Sark tiene una iglesia anglicana (San Pedro, construida en 1820) y una iglesia metodista. John Wesley propuso por primera vez una misión a Sark en 1787. Jean de Quetteville de Jersey comenzó posteriormente a predicar allí, inicialmente en una cabaña en Le Clos à Geon y luego en varias casas alrededor de Sark. Predicadores de Guernsey visitaban regularmente, y en 1796, el terreno fue donado por Jean Vaudin, líder de la comunidad metodista de Sark, para la construcción de una capilla, que Jean de Quetteville dedicó en 1797. A mediados del siglo XIX hubo una pequeña asamblea de los Hermanos de Plymouth. Su miembro más notable fue el clasicista William Kelly (1821-1906).

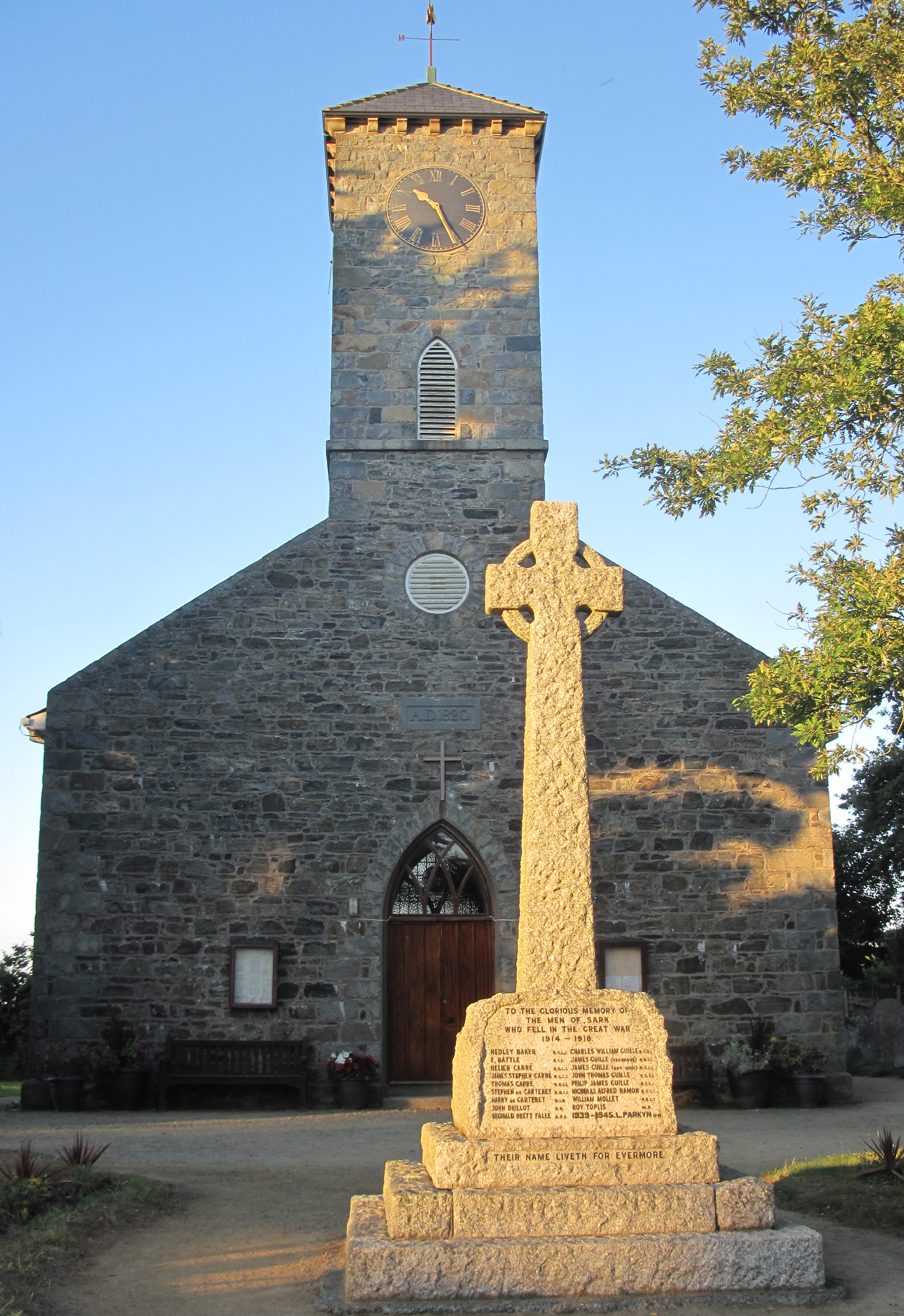
Iglesia de San Pedro, Sark

## Deporte
Las representaciones de Sark han participado en varias ediciones de los Juegos de las Islas (1987–2011, 2015–), consiguiendo 3 medallas de oro, 16 de plata y 7 de bronce hasta 2020.
También existe un movimiento futbolístico, con una selección de fútbol que registra una aceptable actividad.
La selección de fútbol de Sark, conocida por ser la peor selección del mundo al recibir 70 goles y no haber marcado ningún gol en los 4 partidos que disputó en su historia, pertenece a la isla de Sark en las islas del Canal. No pertenece a la FIFA, por lo que sus partidos no son reconocidos por ella.